# Fantastic Mr. Fox
Fantastic Mr. Fox is een stop-motion animatiefilm uit 2009, gebaseerd op het gelijknamige kinderboek van Roald Dahl: De fantastische meneer Vos. De film beleefde zijn première in de herfst van 2009, Hij was geproduceerd door Regency Enterprises en Indian Paintbrush, en kon rekenen op het stemmenwerk van George Clooney, Meryl Streep, Jason Schwartzman, en Bill Murray. Het is de eerste door Wes Anderson geregisseerde animatiefilm, en de eerste stop-motion animatiefilm die werd gedistribueerd door 20th Century Fox. 
De film sleepte voor de 82ste Oscaruitreiking twee oscarnominaties in de wacht, die voor Beste Animatiefilm en voor Beste Filmmuziek. 

## Verhaal
In de proloog van de film beroven Meneer Vos (Clooney) en zijn vrouw (Streep) een kippenboerderij. Als de twee tijdens de overval vast komen te zitten verklaart zij dat zij zwanger is. Voor hun ontsnapping moet Vos zijn vrouw plechtig beloven dat hij een eerbaar beroep zal zoeken en nooit meer zal stelen.
Jaren later gaat Vos, die inmiddels een succesvol columnist is, op zoek naar een nieuwe woning. Op afraden van zijn makelaar Meneer Das (Murray) koopt hij een boom met uitzicht op drie gigantische vleesboerderijen. Samen met zijn vriend Opossum (Wolodarsky) besluit Vos om nog één meesteroverval te plegen, waarbij hij de drie boerderijen achtereenvolgens plundert.
Intussen is de familie Vos in opschudding gekomen. Een neef van Vos "Kristofferson Silverfox" komt bij de familie inwonen omdat zijn vader terminaal ziek is. Dit zet kwaad bloed bij zoon Ash (Schwartzman), doordat zijn neef veel getalenteerder is dan hijzelf en daardoor alle aandacht krijgt.
De jachtpartij van Vos gaat echter niet onopgemerkt. De drie boeren "Boggis, Bunce en Bean" (In het Nederlands vertaald als "Bolus, Bits en Biet") besluiten samen een jachtpartij op poten te zetten, om eens en voor altijd met de familie Vos af te rekenen. Als Meneer Vos de volgende nacht dan ook weer zijn hol uit sluipt, wacht het trio hem op en in een beschieting verliest hij zijn geliefde staart. Deze is echter niet genoeg voor de wraakzuchtige boeren en als de familie een gang onder hun boom graaft om te ontsnappen, beginnen zij een uitputtingsstrijd, waarbij ze de boom met heuvel en al ingraven.
Ondergronds ontmoet Meneer Vos zijn mededieren, die boos op hem zijn omdat zij niet meer veilig naar buiten kunnen. Het gezelschap besluit er maar het beste van te maken en richt een ondergrondse gemeenschap op. Als voedselvoorziening roven zij in één klap alle drie de boerderijen tegelijk leeg. Boer Bean (Gambon) slaat door als hij het nieuws hoort en in zijn gramschap verzint hij een nieuw plan om de familie Vos naar boven te krijgen: hij pompt liters appelcider door het gangenstelsel, om zo alle dieren eruit te spoelen.
Als de groep radeloos en verhongerend in het riool zit besluiten Ash en zijn neef Kristofferson een driest plan te ondernemen en Meneer Vos' staart terug te stelen van de boeren. De poging mislukt en Kristofferson wordt gevangengenomen. De boeren schrijven de dieren een brief waarin om de uitlevering van Meneer Vos wordt gevraagd, in ruil voor de jonge vos. Meneer Vos accepteert het voorstel voor de schijn en zet intussen een reddingsoperatie op touw. Als de boeren zich in de hoofdstraat van hun dorp verzamelen breekt er een groot gevecht uit.
Via het riool begeven Vos, Ash en Opossum zich naar de boerderij van Bean en redden daar Kristofferson uit zijn gevangenis. Hun uitweg wordt echter belemmerd door een hondsdolle Beagle en het trio. Vos weet van deze noden één deugd te maken en jaagt de hond achter Bean aan. Met een speelgoedmotor ontsnapt het gezelschap met Kristofferson en in het bezit van de staart.
In de epiloog wordt duidelijk dat de dierengroep genoodzaakt is om de rest van hun leven in het riool door te brengen en ze proberen er het beste van te maken. Op het eind vindt Vos een oneindige voedselvoerraad in de vorm van een supermarkt, die eigendom blijkt te zijn van de heren "Boggis, Bunce en Bean".

## Ontvangst
"Fantastic Mr. Fox" was kritisch gezien Andersons meest succesvolle film in vele jaren. Zijn voorgaande films (The Life Aquatic with Steve Zissou en The Darjeeling Limited) werden gemengd ontvangen door critici, terwijl Fantastic Mr. Fox een sterke 91% op Rotten Tomatoes scoort en een positieve 7,9 op IMDb. Ook op MetaCritic scoort de film goed, met 83%. Fantastic Mr. Fox werd geprezen voor zijn prachtige animatie en goede acteerwerk.

## Trivia
- De film werd compleet op locatie opgenomen. Als een scène zich in een stal afspeelde, begaven Anderson en zijn crew zich naar een stal voor het geluid.
- De complete derde akte van de film werd door Anderson bijverzonnen. In het boek was ook geen sprake van Kristofferson.
- Wes Anderson speelt een kleine cameo als Stan Weasel, een agent van de makelaars.